# Panysinus nitens
Panysinus nitens là một loài nhện trong họ Salticidae.
Loài này thuộc chi Panysinus. Panysinus nitens được Eugène Simon miêu tả năm 1901.